# Moyens de production
Ne doit pas être confondu avec Mode de production ou Facteur de production.

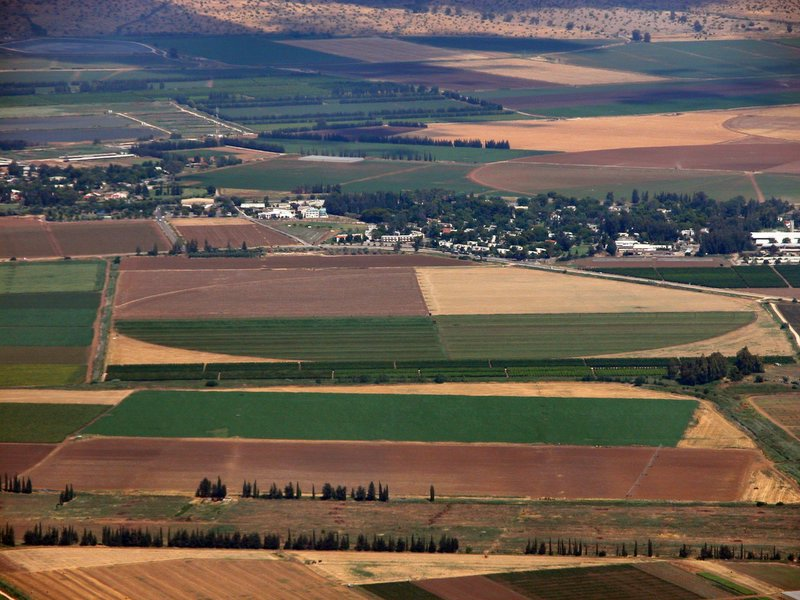
Agriculture dans la vallée de la Houla.

Les moyens de production sont les capacités physiques, non-humaines pour produire des richesses. Ils comprennent les facteurs de production classiques, en dehors des pouvoirs théoriques, capitaux financier et humain. Ils sont composés de deux grandes catégories d'objets : les instruments de travail (outil, usine, infrastructure…) et les sujets du travail (les ressources naturelles et les matériaux bruts). Les personnes agissent sur les sujets du travail à l’aide des instruments de travail dans le but de créer un produit ; autrement dit, la main-d’œuvre agit sur les moyens de production pour créer un produit. Le terme de « moyens de production » pris dans un sens plus large peut aussi se référer aux « moyens de distribution » tels que les magasins, les banques et les voies ferrées. Pour faire une comparaison, les moyens de production correspondraient à la terre et à la pelle dans une société agricole, et aux mines et aux usines dans une société industrielle. L’analyse des relations de la population avec les moyens de production est l'un des éléments fondamentaux du marxisme : il y a ceux, les « bourgeois », qui maîtrisent et possèdent les moyens de production et ceux qui n'ont que leur « force de travail » à vendre à ceux-ci, les « prolétaires ». Ils sont alors salariés et le rapport salarial est assimilable à un contrat de subordination.

## Termes associés
Les facteurs de production sont définis par Karl Marx dans son ouvrage Le Capital : ils sont composés de la main-d’œuvre, des sujets du travail et des instruments de travail. Le terme équivaut donc aux moyens de production, auxquels on ajoute la main-d'œuvre. On désigne souvent les facteurs de production comme « les terres, la main-d’œuvre et le capital » dans les ouvrages économiques inspirés de l’École classique. Marx a parfois utilisé le terme de « forces productives » comme synonyme de « facteurs de production ». Dans Le Capital, il emploie le terme de « facteurs de production » dans la préface de Critique de l’économie politique.
Les rapports de production (Marx : Produktionsverhältnis) sont les relations créées entre des personnes à la suite de leur utilisation commune de moyens de production dans le but de produire des biens. Par exemple, il peut s’agir de relations entre un employeur et son employé, un vendeur et le client, la division technique du travail dans une usine ou encore les relations de propriété.
Les modes de production (Marx : Produktionsweise) sont les facteurs de production et les relations de production. Le capitalisme est un mode de production. L’utilisation que fait Marx du terme « mode de production » est cependant assez libre ; il lui arrive de l’employer pour se référer aux relations de production (eg., Préface de Critique de l'économie politique).

## Analyse marxiste de l'acquisition des moyens de production au sein du capitalisme
Pour Marx, le capitalisme contemporain commence au moment où de « grandes masses d’hommes ont brusquement et violemment été arrachés à leurs moyens de subsistance ». Il écrit : « Dans l’histoire de l’accumulation initiale, les moments qui font époque sont tous les bouleversements qui servent de leviers à la classe capitaliste en formation ; mais surtout ce sont les moments où de grandes masses d’hommes ont brusquement et violemment été arrachés à leurs moyens de subsistance et jetés, prolétaires hors-la loi, sur le marché du travail. Chacun sait que dans l’histoire réelle, le premier rôle est tenu par la conquête, l’asservissement, le crime et le pillage, en un mot, par la violence ». Notons que c'est moins une accumulation (d'une partie d'une valeur ajoutée qui n'existe pas encore) qu'une appropriation ou expropriation des communs (« leurs moyens de subsistance ») au profit d'une classe capitaliste en formation. Remarquons également que le même processus a été répété lors de la conquête de l'Amérique au détriment des indiens et de leurs terres, les « prolétaires » étant ensuite les colons arrivés plus tard.
Une fois faites ces appropriations, Marx, dont l'objet principal de ses recherches est la plus-value et non pas l'acquisition des moyens de production, dit que c'est le « capitaliste » qui acquiert les moyens de production en utilisant une partie de sa fortune.
Marx explique cela de manière pédagogique dans son petit ouvrage de 1849 Travail salarié et Capital.
Dans l'exemple du tisserand, Marx écrit : « Le capitaliste lui fournit le métier à tisser et le fil » et plus loin « « Le capitaliste achète avec une partie de sa fortune actuelle, de son capital, la force de travail du tisserand tout comme il a acquis, avec une autre partie de sa fortune, la matière première, le fil, et l'instrument de travail, le métier à tisser ».
Pour les raisons suivantes, des auteurs pensent que cette description de Marx ne correspond guère à la réalité actuelle : de nos jours, le concept de « responsabilité limitée » inscrit dans la loi vers les années 1860 (en France, lois du 23 mai 1863 puis du 24 juillet 1867 ; en Angleterre lois de 1856 à 1862), soit après ses principaux écrits, et la non réalité juridique de l'entreprise permet au « capitaliste » d'inciter l'entreprise, collectif de salariés, à acquérir et entretenir les moyens de production et bien sûr à payer les salaires et la matière première (le fil) sans que lui-même n'y laisse une « partie de sa fortune ».

## Incidence de la «responsabilité limitée» et du statut de l'entreprise sur l'acquisition des moyens de production par le «capitaliste»
Le concept de « responsabilité limitée » et sa mise en œuvre dans les lois au XIXe siècle (en France, lois du 23 mai 1863 puis du 24 juillet 1867 ; en Angleterre lois de 1856 à 1862 sur les Joint-Stock Company limited) compte, d'après Y.N. Harari dans son célèbre ouvrage SAPIENS, « parmi les inventions les plus ingénieuses de l’humanité » : « Peugeot est une création de notre imagination collective. Les juristes parlent de « fiction de droit ». Peugeot appartient à un genre particulier de fictions juridiques, celle des « sociétés anonymes à responsabilité limitée ». L’idée qui se trouve derrière ces compagnies compte parmi les inventions les plus ingénieuses de l’humanité. ». Harari en explique ainsi les avantages : « Si une voiture tombait en panne, l’acheteur pouvait poursuivre Peugeot, mais pas Armand Peugeot. Si la société empruntait des millions avant de faire faillite, Armand Peugeot ne devait pas le moindre franc à ses créanciers. Après tout, le prêt avait été accordé à Peugeot, la société, non pas à Armand Peugeot, l’Homosapiens » actionnaire !
Cette explication montre que le terme « responsabilité limitée » est un euphémisme : il s'agit en fait non d'une limitation des risques mais d'un véritable transfert de responsabilité et des risques de l'actionnaire à l'entreprise, à son collectif de travail, responsabilité pénale et économique. Toutefois, quel que soit le montant investi par l'actionnaire il a toujours le pouvoir et est propriétaire de tous les moyens de production (locaux, machines, moyens informatiques, etc.), y compris ceux acquis grâce aux « millions » empruntés. En effet, l'entreprise, qui acquiert en empruntant, qui rembourse, qui entretient à ses frais les moyens de production, n'est propriétaire de rien car elle n'est pas sujet de droit quant à la propriété.
Grâce à cette « responsabilité limitée » et à la non-existence juridique de l'entreprise plusieurs procédés permettent aux actionnaires d'accroître les moyens de production qu'ils contrôlent en minimisant au maximum leur mise (le capital social) : investissement par effet de levier, achat à effet de levier, rachat d'actions. Il est donc très compréhensible que les actionnaires recourent à ces procédés plutôt que d’émettre des actions supplémentaires provoquant l'arrivée d'autres actionnaires avec qui certes les risques sont partagés mais également le pouvoir et la propriété. Si le collectif salariés était, comme dans une SAPO sujet de droit, la « responsabilité limitée » serait remplacée par les « responsabilités et propriétés partagées » entre actionnaires et le collectif de travail de l'entreprise, chacun selon sa contribution. Les procédés « à effet de levier » et autres au profit de certains ne seraient plus et beaucoup d'autres s'en réjouiraient.

### Estimation de la contribution des actionnaires et du collectif de salariés aux moyens de production avec le bilan comptable
Le bilan comptable permet de déterminer très simplement la contribution des actionnaires et celle du collectif de salariés aux moyens de production, aux actifs de l'entreprise.
« Dans la colonne de gauche du bilan, appelée « Actif », figure tout le patrimoine de l’entreprise, autrement dit tout ce que l’entreprise possède grâce aux ressources figurant au passif. »
Dans la colonne de droite du bilan, appelée « Passif » est fournie la liste des rubriques qui expliquent d’où proviennent les ressources financières dont dispose l’entreprise ».
Dans ce passif, la contribution des actionnaires (du moins des actionnaires primaires misant à l'occasion d'une émission d'actions) est uniquement le « capital social ». Toutes les autres contributions sont celles du collectif de salariés. Par définition du bilan, le total du passif est égal au total des actifs. La contribution du collectif de salariés aux actifs est donc la différence entre le total des actifs et le « capital social ».
Exemple avec le bilan 2021 de Carrefour : total actif (47668 M€), financé par les actionnaires à hauteur du capital social (1940 M€) et donc le reste, soit près de 45728 M€, par le collectif de salariés, soit 23 fois plus que l'ensemble des actionnaires, pourtant propriétaire de tous les actifs.
Dans son ouvrage majeur Principes d’économie politique, Charles Gide (1931) nomme « amorce » le capital social misé par les actionnaires et capital « concret » ou « réel » les actifs, le patrimoine productif de l'entreprise. « L'amorce » suffit aux actionnaires pour être propriétaire de tout.
La contribution du collectif de salariés est faite sous toutes les formes mentionnées dans le bilan (fonds propres accumulés, résultats, emprunts que le collectif de salariés rembourse, etc..). En plus de cette contribution, le collectif de salariés, grâce évidemment à la vente de ses produits et services, doit bien sûr SE payer SES salaires, impôts et taxes, louer des locaux et des équipements, payer des sous-traitants et des fournitures, entretenir tout le patrimoine, payer des dividendes aux actionnaires et même, de plus en plus souvent, « racheter » des actions aux actionnaires, actions ensuite annulées.

## Analyse marxiste de la détention des moyens de production au sein du capitalisme
Dans les sociétés précapitalistes, selon Marx, l'ouvrier était celui qui utilisait les moyens de production pour la création de biens. En revanche, dans le cas du capitalisme, il est plus réaliste de dire que ce sont les ouvriers qui sont utilisés par les moyens de production, préférant un mode de production dirigé par la quête de reproduction et d’accumulation du capital.
L’idée de « facteurs de production » est généralement utilisée pour expliquer les revenus que perçoivent les propriétaires des moyens de production, ainsi que les revenus des ouvriers au sein du système capitaliste. En comparaison, le terme moyens de production s’applique à ces moyens indépendamment de leur propriété et de leur compensation, quel que soit le mode de production : le capitalisme, la féodalité, l’esclavage, la communauté, ou autre.
Karl Marx explique l’existence des classes dans les sociétés humaines par des raisons historiques. Leur développement a pu avoir lieu à la suite de la pratique culturelle de la Propriété des moyens de production. Cette explication diffère en tout point de celles basées sur les « différences de capacités » entre les individus ou entre les affiliations religieuses ou politiques ayant engendré les castes. Cette explication s'accorde avec la majeure partie de la théorie marxiste selon laquelle la politique et la religion ne seraient que de simples extensions (ou superstructures) de la réalité économique sous-jacente d’un peuple[réf. nécessaire]. Afin de rester en accord avec ces principes, l'explication de l'existence des classes dans une société doit s'appuyer sur des raisons de nature principalement économique et faire appel à la réalité sous-jacente supposée de la production matérielle.
Deux points subtils mais néanmoins importants sont à retenir dans le concept de propriété des moyens de production. Tout d’abord, le fait de posséder les moyens de production est différent du fait de posséder une propriété physique, ou de posséder des fonds. La propriété des moyens de production se réfère plutôt à une pratique culturelle dans laquelle certains individus au sein d'une plus grande corporation (ou entreprise) ont le contrôle et prennent les décisions concernant l’utilisation des bénéfices engendrés par la corporation[réf. nécessaire].
La conclusion est que tandis que les « propriétaires » d’une corporation ne représentent qu'une infime partie du travail et du temps total alloué à la création de bénéfices, ils sont ceux qui exercent un contrôle complet sur ce bénéfice et la manière dont il est utilisé[réf. nécessaire]. La pratique de la propriété des moyens de production dans les sociétés humaines est donc une sorte de jeu dans lequel certains ont le statut de propriétaires (la bourgeoisie selon le terme employé par Marx), et d’autres celui d'ouvriers (ou le Prolétariat, toujours d'après Marx). La bourgeoisie exerce un contrôle total à la fois sur le salaire du prolétariat mais aussi sur la manière dont est utilisé le bénéfice de la production, donnant ainsi naissance à la séparation entre les classes.
Des interprétations différentes estiment que les salaires versés aux ouvriers font partie intégrante des frais réguliers visant au fonctionnement normal de l’entreprise. Cependant, Marx considérait que traiter la main-d’œuvre comme un simple « facteur » de production tenait de la réification, du fait de l’inversion des moyens et des fins, ce qui fait finalement que les individus étaient utilisés comme objets[réf. nécessaire].
Les socialistes emploient souvent les termes de Marx dans leurs analyses économiques pour revendiquer la propriété publique de certains moyens de production, voire de tous. Il existe de fortes affinités entre les propositions du mouvement ouvrier et cette revendication. Celle-ci se retrouve également dans les mouvements socio-démocrates, socialistes, communistes et écologistes[réf. nécessaire]. La définition marxiste des systèmes économiques s’appuie sur la manière dont les moyens de production sont utilisés et la classe sociale qui les contrôle. Dans le cas du capitalisme, les moyens de production sont contrôlés par la bourgeoisie (les « capitalistes », qui détiennent le capital). Selon l’idéal du « socialisme supérieur », c’est-à-dire le « communisme » tel qu’il était/est censé être, les moyens de production sont directement contrôlés par les associations coopératives ouvrières de production. Ce cas de figure n’a existé que brièvement au cours de l’histoire, dans les kibboutz israéliens par exemple, chez les soviétiques avant l’apogée du parti communiste en tant que « nouvelle classe », ou encore lors de la Commune de Paris. Il apparaît également dans des sociétés isolées ou plus anciennes, telles que la Seconde République espagnole ou diverses communautés utopiques ; sous une forme cependant élémentaire[réf. nécessaire].